# Garde impériale du Japon
Pour les articles homonymes, voir Garde impériale.

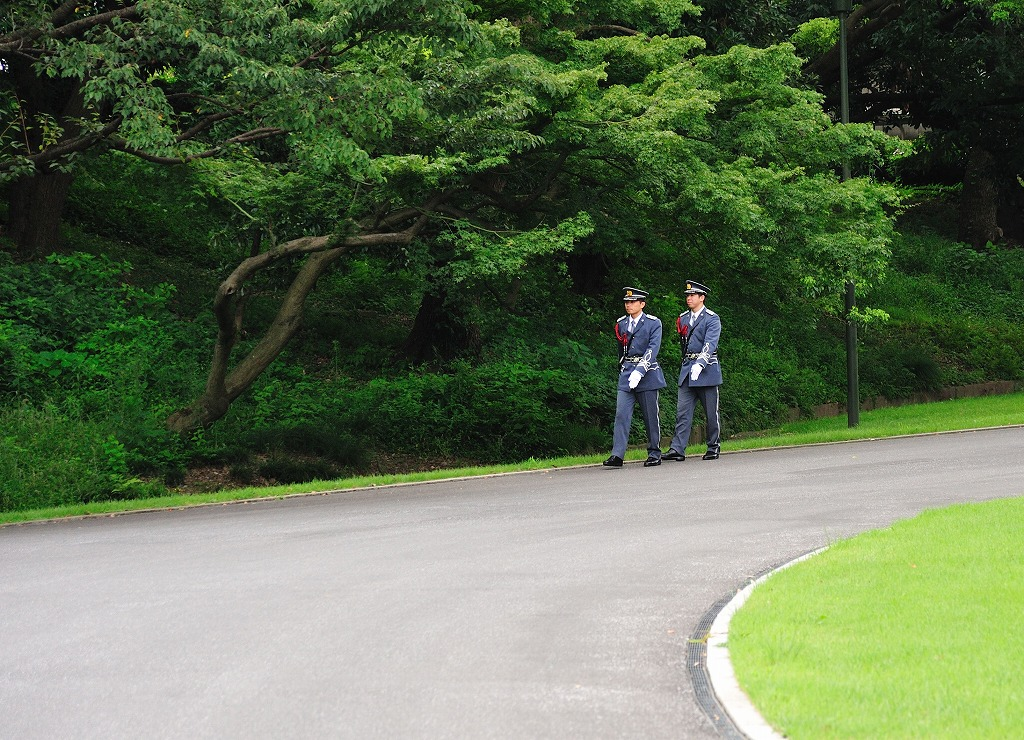
Gardes impériaux modernes au palais impérial de Tokyo.

La Garde impériale du Japon (近衛師団, Konoe Shidan) était une branche de l'armée japonaise chargée de la protection de l'empereur, de sa famille, des palais et de toutes autres propriétés impériales. Après la Seconde Guerre mondiale, la garde traditionnelle fut dissoute et en 1947 une Garde impériale civile fut instituée au sein de l'agence nationale de police.

## Au sein de l'armée japonaise
La Garde impériale fut créée en 1867. Elle devint le noyau dur de l'armée impériale japonaise après que l'empereur Meiji ait retrouvé les pleins pouvoirs à la suite de la restauration de Meiji. Constituée de 12 000 hommes organisés et entraînés par des militaires français, la Garde impériale combattit pour la première fois pendant la rébellion de Satsuma. Elle fut organisée en deux brigades d'infanterie divisées chacune en deux régiments.
En 1885, l'Armée impériale japonaise comptait sept divisions, dont la Garde impériale. Une division consistait en quatre régiments divisés en deux bataillons chacun. La division de la Garde impériale était basée à Tokyo et ses membres étaient recrutés au niveau national.
Après la guerre russo-japonaise de 1905, une seconde brigade de gardes fut formée à partir d'aborigènes de Taïwan. En 1920, le régiment de cavalerie de la garde, celui d'artillerie de campagne, le bataillon de génie, celui des transports, ainsi que d'autres unités de service furent rajoutées.
De 1937 à 1939, le bataillon de génie fut un régiment, comme ce fut le cas pour celui des transports.

### La guerre du Pacifique

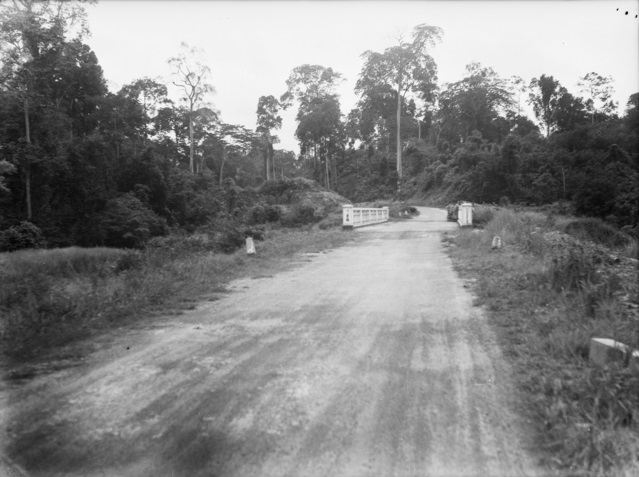
En 1942, 700 gardes impériaux trouvèrent la mort dans une embuscade au pont Gemencheh en Malaisie durant la bataille de Muar. (Photo prise en 1945).

En septembre 1939, la division fut séparée entre la 1re brigade et la 2e.
La 1re brigade, qui était composée des 1er et 2e régiments d'infanterie, d'un régiment de cavalerie, et de la moitié des unités de soutien, fut transférée dans le Sud de la Chine. Là-bas, elle fut appelée "brigade mixte". En octobre 1940, elle rejoignit d'autres unités de l'armée japonaise pour occuper l'Indochine française. En avril 1941, la brigade mixte retourna à Tokyo mais ne rejoignit pas la division de la Garde impériale.
La 2e brigade, qui était composée des 3e et 4e régiments, fut aussi transférée en Chine. En 1940, elle était à Shanghai avant d'être postée sur l'île de Hainan. En juin 1940, le 5e régiment rejoignit la 2e brigade redevenant ainsi la division de la Garde impériale. Elle participa plus tard à la bataille de Malaisie et à celle de Singapour avec la 25e armée de Tomoyuki Yamashita.
En mai 1943, toutes les unités de la Garde impériale furent renommées. La brigade mixte à Tokyo devint la 1re division de la Garde (qui était composée des 1er, 2e et 6e régiments) et la division de la Garde impériale devint la 2e division de la Garde. Une 3e division de la Garde, qui ne quittera jamais le Japon, fut créée en 1944. Elle était composée des 8e, 9e et 10e régiments. Les sources se contredisent sur le fait qu'il ait existé un 7e régiment.
Toutes les divisions de la Garde impériale furent dissoutes après la Seconde Guerre mondiale.
Cependant, en 1947, une branche de l'agence nationale de police fut nommée « Garde impériale ». Cette nouvelle unité servait au sein de la commission nationale de sûreté publique et était chargée de la protection de la famille impériale du Japon.

### Crimes de guerre
En Malaisie et à Singapour, la Garde impériale fut impliquée dans plusieurs cas de crimes de guerre japonais comme le massacre de Parit Sulong et celui de Sook Ching. Le lieutenant-général Takuma Nishimura, qui fut condamné à la prison à vie par un tribunal militaire britannique pour sa responsabilité dans les meurtres de Sook Ching, fut plus tard condamné pour crimes de guerre par un tribunal militaire australien pour sa responsabilité dans la tuerie de Parit Sulong. Il fut pendu le 11 juin 1951.

### Uniformes

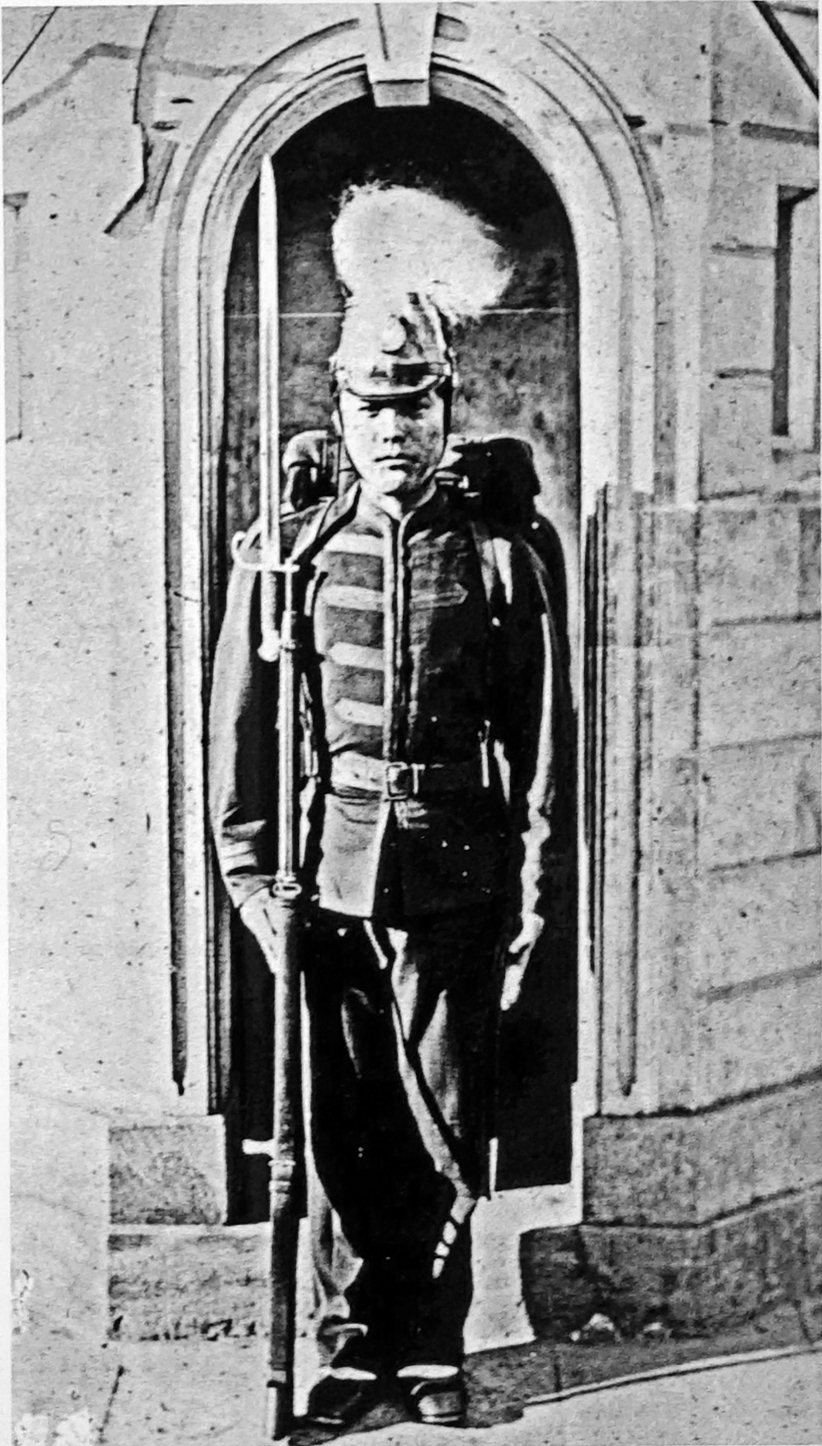
Un poste de garde devant le palais impérial de Tokyo vers 1883, photographie de Hugues Krafft.

Jusqu'en 1939, la cavalerie de la Garde impériale portait des uniformes de parade de style français qui consistaient en une tunique bleu foncé, avec un képi rouge et des hauts-de-chausses rouges. Le képi avait une plume blanche et une base rouge. Avant l'adoption général du kaki par l'armée japonaise pendant la guerre russo-japonaise de 1905, un uniforme en lin blanc était porté par temps chaud.
Les soldats d'infanterie de la Garde impériale portaient un uniforme bleu foncé avec des jambières blanches jusqu'en 1905. Ils se différenciaient des autres soldats d'infanterie par un ruban rouge (au lieu de jaune) accroché sur le képi. Les officiers portaient une tunique bleu foncé avec cinq rangées de soutaches en mohair noir et un pantalon bleu foncé avec une bande rouge en bas de chaque couture.
Après l'adoption de la couleur kaki, les soldats d'infanterie la portèrent en toute occasion, bien que les officiers gardèrent des uniformes bleus et rouges pour certaines cérémonies où ils ne paradaient pas avec les troupes.
Sur le terrain, l'uniforme standard kaki fut porté par toutes les unités de la Garde impériale de 1905 à 1945. Les unités de la Garde se distinguaient par une étoile en bronze sur le casque, contrairement à l'étoile à cinq branches portée par d'autres unités.

## Au sein de l'agence nationale de police

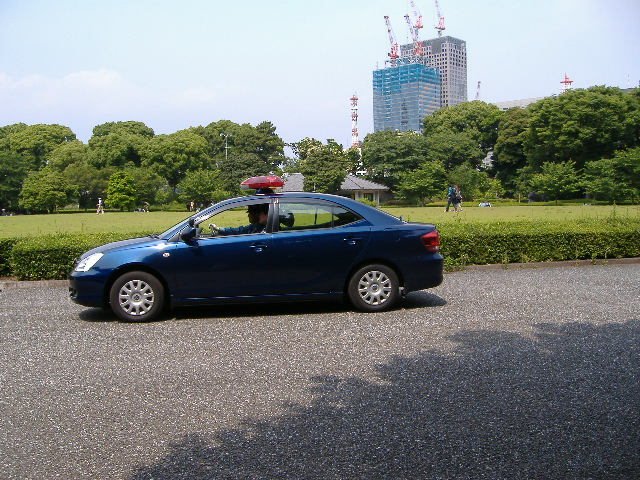
Gardes impériaux dans une voiture de patrouille autour des jardins du palais impérial de Tokyo.

En 1947, les quartiers-généraux de police (皇宮警察本部, Kōgū-Keisatsu Honbu) furent créés et placés sous le contrôle du ministère de l'Intérieur, lui-même au sein du ministère de la maison impériale. Ils furent placés sous l'autorité de l'agence nationale de police en 1957.
Aujourd'hui, ils comptent 900 agents qui assurent la sécurité de l'empereur, du prince héritier et des autres membres de la famille impériale, ainsi que la protection des propriétés impériales (le palais impérial de Tokyo, celui de Kyoto, la villa impériale de Katsura, celle de Shugakuin, le Shōsō-in à Nara et les villas impériales de Hayama et Nasu.
La Garde impériale compte aussi une unité de police montée de 14 chevaux utilisée comme garde d'honneur pendant les cérémonies. En plus de ses fonctions de sécurité, la Garde impériale est aussi responsable de la lutte contre les incendies des bâtiments du palais et de l'entretien de cinq fourgons d'incendie et du personnel pour cet effet.
Les membres de la Garde impériale portent un uniforme bleu foncé ou bleu-gris avec des gants blancs.